# Ménil-la-Horgne
Ménil-la-Horgne – miejscowość i gmina we Francji, w regionie Grand Est, w departamencie Moza.
Według danych na rok 1990 gminę zamieszkiwało 126 osób, a gęstość zaludnienia wynosiła 8 osób/km² (wśród 2335 gmin Lotaryngii Ménil-la-Horgne plasuje się na 919. miejscu pod względem liczby ludności, natomiast pod względem powierzchni na miejscu 308.).